# Miguel Kertsman

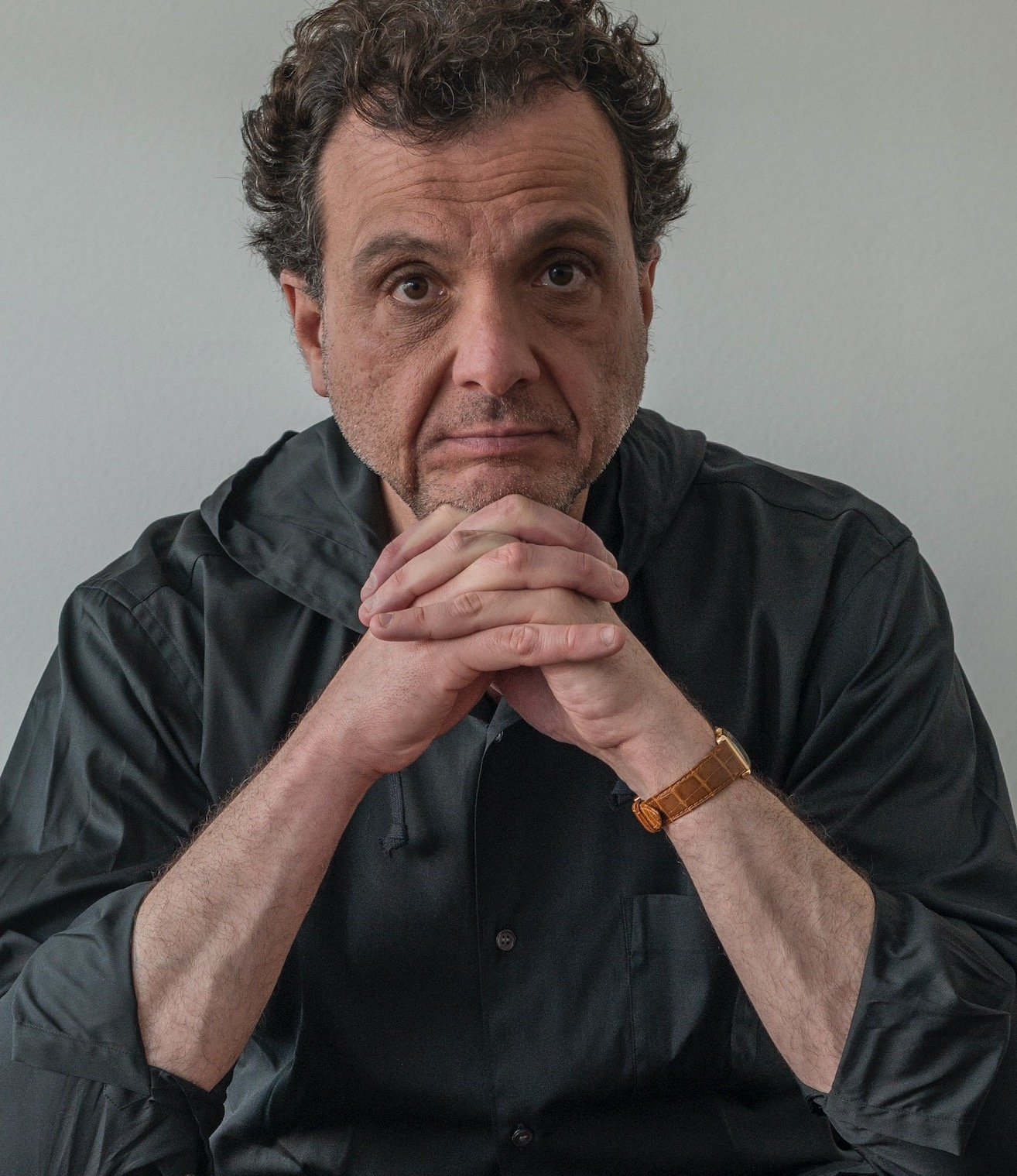
Miguel Kertsman (2021)

Miguel Kertsman (* 1965 in Recife, Brasilien) ist ein brasilianisch-amerikanischer Komponist, Musiker (Keyboards) und Musikproduzent.

## Ausbildung
Kertsman graduierte 1986 cum laude am Berklee College of Music in Boston und erhielt ein Berklee's Professional Music Scholarship sowie den Oscar Peterson Jazz Masters Incentive Award. Weitere musikalische Studien folgten am Boston Conservatory (Orchesterdirigieren bei Mo. Attilio Poto) und an der Juilliard School in New York (Komposition bei Stanley Wolfe).

## Musikalisches Schaffen
Kertsmans künstlerische Bandbreite reicht von klassischer Orchestermusik, Kammermusik, Vokalmusik, Musiktheater, über Jazz, Pop und elektronische Musik bis zu Werken für Film und interaktive Medien. Seine Musik wurde weltweit von Künstlern wie Angelika Kirchschlager, John Williams, Dennis Russell Davies, the London Philharmonic Orchestra, Bruckner Orchester Linz, Orquestra Sinfônica Estadual de São Paulo, dem                 Kammerorchester der Wiener Symphoniker und dem St. Paul’s Chamber Orchestra aufgeführt, von Labels wie Sony Classical und RCA Victor Group auf CD veröffentlicht und von der Universal Edition sowie anderen Musikverlagen publiziert.

## Musikproduktion
Kertsman war auch als Studiomusiker (Keyboards) tätig und arbeitete in leitenden Positionen (als A&R Director, Managing Director, Producer, Executive Producer, Aufnahmeleiter und Tonmeister) in der Musikindustrie (z. B. Sony Classical's Bruno Walter Edition, Vladimir Horowitz Editions; Leonard Bernstein, Glenn Gould, Jean-Pierre Rampal, Wolfgang Schulz, Dennis Russell Davies, Bernhard Klee, The Ahn Trio, Jazz Gitarristin Badi Assad, DJ David Morales, Frankie Knuckles etc.). Darüber hinaus arbeitete er als Consultant im Bereich Ton- und Aufnahmetechnik sowie Akustik für Klienten wie Sony, Kirkegaard Acoustics (Royal Festival Hall, London; Carnegie Hall, New York; Bayerische Staatsoper, München), Chesky Records, RCA Victor Group und viele andere.

## Unterrichtstätigkeit
Miguel Kertsman hat Curricula für Universitätslehrgänge und Master-Studien entwickelt (Traditionelle Komposition, Musikimprovisation, Musiktechnologie und Akustik für Musiker, Musik für Film und Medien und Musikindustrie) und an verschiedenen Colleges und Universitäten umgesetzt, darunter das IES Abroad University Consortium, die Donau-Universität Krems und Tribeca Flashpoint Media Arts Academy (eine Abteilung von Robert de Niros Tribeca Enterprises). Darüber hinaus hat er Vorlesungen, Kurse, Seminare, Master Classes und Kolloquien am Dartmouth College, der Sibelius Academy / Helsinki University of the Arts, der Northwestern University, der Musikuniversität Wien u. a. gehalten. Seine Arbeit und ausgewählte Kompositionen werden immer wieder in renommierten Forschungsarbeiten zitiert und an wichtigen internationalen Universitäten wie der Hauptuniversität Wien (Ethnomusikologie), der UCLA, São Paulo u. a. als Lehrmaterial verwendet.

## Auszeichnungen
- Cannes Classical Award
- Golden Note Award
- Grammy Award Nomination

## Kompositionen (Auswahl)
Kammermusik, Chor- und Solowerke
- Piano Sonata (1984)
- Organ Prelude (1984)
- Fantasia for Organ and Wind Quartet (1986)
- String Quintet: The Rosenfeld Variations (1990)
- Piano Trio Nr. 1 – “A Choro” (1991)
- Toccata Brasileira for Piano (1991)
- Four Choros and Lullabies for Flute and Piano (1989 – 1992)
- Caramuru! For Chamber Renaissance Ensemble, Organ, Choir, Berimbaus & Percussion (1996)
- Aboio Grande for Female Chamber Choir, Organ and Percussion (1996)
- De Deserto a Deserto for Chamber Renaissance Ensemble, and Percussion (1997)
- Cantiga de Ninar (Baby’s Lullaby) for Mazzo Soprano and Guitar (1999)
- Stop It! For Contrabass and Violoncello (2006)
- “A Marchinha” (Little March) for Two Violins and Piano (2010)
- Concerto Carioca for Two Pianos and Percussion (2018)

Orchesterwerke / Symphonien
- Concerto for String Orchestra (1985)
- Marching Through the Levels of Reality for Large Orchestra (1986)
- Amazon, Symphonic Poem for Large Orchestra (1987)
- Sinfonia Concertante for Flute and Orchestra (1989/2000)
- Chamber Symphony Nr. 1 “Acorda!” for Soprano, Contralto, Organ and Dark Orchestra (1995/6)
- Concerto Brasileiro for Flute, Strings and Percussion (2005)
- Journey for Bassoon and Orchestra: I. Tallinn, II. New York, III. Recife (2012/13)
- Concerto for Violin, Horn, Shofar and Orchestra (2013/14)
- Chamber Symphony Nr. 2 “New York of 50 Doors”( 1989 / 2014)
- Horizon, Concert Overture for Orchestra (2017)

Bühnenwerke
- O Saci – Children’s Music Theater and Ballet (2009)

The Brazilian Jazz Work Book (1986-1990)
- The Sea of Maracaipe Bay
- 1986
- Sea Breeze
- Serenade
- The Band
- New York of 50 Doors
- Symphony for Jazz Ensemble
- Portrait
- The Flight
- Flat 99
- Amazonas, The River
- Campeão
- Morena
- Beach Dance
- Tell Me Tomorrow

Soundtracks (Film & Medien)
- Road Rules (MTV 1999)
- El Relojero: The Clockmaker’s Revelation (2008)
- The Collector (2008)
- They Can Sleep (2008)
- The Intruder (2009)
- October Surprise (2009)
- Coniclysm, Game Soundtrack
- Avarice, Game Soundtrack
- Forging Glory, Game Soundtrack

Alben / Publikationen 
- Música, Mito e Mistério (Discos Fermata 1982, Reissued Aurua Sounds 2020)
- Gravity Tunnel (Proxima Records, 1990, Reissued Aurua Sounds 2020)
- Amazônica (Sony Classical, 1996)
- Cantiga de Ninar, Universal Edition, 2000 / UE 1901 - 2001, Female Voice, Angelika Kirchschlager, Universal Edition 2001
- Angelika Kirchschlager, When Night Falls (Sony Classical, 1999)
- Rhythmic Fission, Digital Revisions of Classic Trax (RCA Victor Group / BMG, 2004)
- Time? What’s Time? Aurua Sounds, 2009
- Martin Kuuskmann, Non Stop, 2010  Estonian Record Production
- Almaviva Duet, Por Una Canción, 2011
- Early Orchestral Works, Amazônia Symphonic Poem (Gramola / Naxos Records, 2012)
- John Williams, Collaborations (Sony Classical 2015)
- Three Concertos and Chamber Symphony Nr. 2 “New York of 50 Doors” (Naxos Records, 2018)
- in the moment, with Ernie Adams on Drums (Big Round Records, 2022)